# VTuber Legend: How I Went Viral after Forgetting to Turn Off My Stream
VTuber Legend: How I Went Viral after Forgetting to Turn Off My Stream (VTuberなんだが配信切り忘れたら伝説になってた, Buichūbā Nanda ga Haishin Kiriwasuretara Densetsu ni Natteta) est une série de light novel écrite par Nana Nanato et illustrée par Siokazunoko. Elle est publiée au Japon depuis mai 2021 par Fujimi Shobo. Une adaptation manga illustrée par Roto Fujisaki, est prépubliée dans le Comp Ace de l'éditeur Kadokawa Shoten depuis août 2023. Une adaptation en série télévisée d'animation produite par le studio TNK est diffusée de juillet à septembre 2024.

## Synopsis
Shinon Danyuki est une jeune Vtubeuse faisant partie de la plus grande agence de Youtubeur virtuel « LiveOn ». Un soir après un live, elle a l'imprudence d'oublier d'éteindre de se déconnecter ce qui révèle sa véritable personnalité. Alors qu'elle montre normalement un personnage très cute, en réalité elle est beaucoup plus extravertie et a un penchant pour l'alcool. Après s'être aperçue de l'accident, elle pensait que sa carrière était terminée mais en réalité sa vidéo a créé un véritable buzz.

## Personnages
Awayuki Kokorone (心音 淡雪, Kokorone Awayuki)
Voix japonaise : Ayane Sakura,
Sei Utsuki (宇月 聖, Utsuki Sei)
Voix japonaise : Yū Kobayashi (ja)
Mashiro Irodori (彩 ましろ, Irodori Mashiro)
Voix japonaise : Saku Mizuno (ja)
Hikari Matsuriya (祭屋 光, Matsuriya Hikari)
Voix japonaise : Machico (ja)
Chami Yanagase (柳瀬 ちゃみ, Yanagase Chami)
Voix japonaise : Sayaka Kikuchi (ja)
Shion Kaminari (神成 シオン, Kaminari Shion)
Voix japonaise : Sumire Morohoshi
Nekoma Hirune (昼寝 ネコマ, Hirune Nekoma)
Voix japonaise : Ayaka Ōhashi
Hareru Asagiri (朝霧 晴, Asagiri Hareru)
Voix japonaise : Yōko Hikasa
Arisu Sōma (相馬 有素, Sōma Arisu)
Voix japonaise : Azusa Tadokoro (ja)
Eirai Sonokaze (苑風 エーライ, Sonokaze Eirai)
Voix japonaise : M.A.O
Kaeru Yamatani (山谷 還, Yamatani Kaeru)
Voix japonaise : Ai Kayano

## Light novel
La série est écrite par Nana Nanato et illustrée par Siokazunoko. Il s'agit au départ d'un web novel publiée par le site Hameln à partir du 22 juin 2020 puis sur le site Kakuyom à partir du 4 août 2022. Plus tard, la série est acquise par Fujimi Shobo qui publie la série en format papier dans le magazine Fujimi Fantasia Bunko (ja) à partir du 20 mai 2021. Le 20 février 2025, dix tomes ont été publiés.

### Liste des volumes
| no | Japonais          | Japonais          |
| no | Date de sortie    | ISBN              |
| -- | ----------------- | ----------------- |
| 1  | 20 mai 2021       | 978-4-04-074111-6 |
| 2  | 18 septembre 2021 | 978-4-04-074294-6 |
| 3  | 20 janvier 2022   | 978-4-04-074401-8 |
| 4  | 20 mai 2022       | 978-4-04-074402-5 |
| 5  | 16 septembre 2022 | 978-4-04-074690-6 |
| 6  | 20 janvier 2023   | 978-4-04-074692-0 |
| 7  | 20 juin 2023      | 978-4-04-074982-2 |
| 8  | 17 novembre 2023  | 978-4-04-075231-0 |
| 9  | 20 juillet 2024   | 978-4-04-075529-8 |
| 10 | 20 février 2025   | 978-4-04-075625-7 |

## Manga
Une adaptation en manga a été annoncée en juin 2021. Elle est illustrée par Roto Fujisaki et est publiée dans le magazine de prépublication de seinen manga Comp Ace de Kadokawa Shoten depuis le 25 août 2023. Un premier volume en format tankōbon est sorti le 25 juin 2024.

### Liste des volumes
| no | Japonais       | Japonais          |
| no | Date de sortie | ISBN              |
| -- | -------------- | ----------------- |
| 1  | 25 juin 2024   | 978-4-04-114736-8 |

## Anime
Une adaptation en anime est annoncée en janvier 2023,. La série est animée par le studio TNK et réalisée par Takuya Asaoka, avec Deko Akao (ja) en tant que scénariste. Reina Iwasaki s'occupe du design des personnages et Masato Suzuki et Tsubasa Handai composent la musique de la série. La série utilise Live2D, avec la direction Live2D gérée par Live2D Juku et le tracker de mouvement Live2D géré par Nizima Live. La série est diffusée du 7 juillet au 22 septembre 2024 sur la chaîne japonaise Tokyo MX et d'autres chaînes japonaises,. En France, la série est licenciée par Crunchyroll.
Ayane Sakura interprète le générique de début intitulé Virtual Show Time!.

### Liste des épisodes
| No | Titre français                                          | Titre japonais | Titre japonais | Date de 1re diffusion |
| No | Titre français                                          | Kanji          | Rōmaji         | Date de 1re diffusion |
| -- | ------------------------------------------------------- | -------------- | -------------- | --------------------- |
| 1  | J'ai oublié de couper mon live et la légende a commencé |                |                | 7 juillet 2024        |
| 2  | Live Marshmallow avec Mashiron et karaoké surprise      |                |                | 14 juillet 2024       |
| 3  | Épisode 3                                               |                |                | 21 juillet 2024       |
| 4  | Épisode 4                                               |                |                | 28 juillet 2024       |
| 5  | Épisode 5                                               |                |                | 4 août 2024           |
| 6  | Épisode 6                                               |                |                | 11 août 2024          |
| 7  | Épisode 7                                               |                |                | 18 août 2024          |
| 8  | Épisode 8                                               |                |                | 25 août 2024          |
| 9  | Épisode 9                                               |                |                | 1er septembre 2024    |
| 10 | Épisode 10                                              |                |                | 8 septembre 2024      |
| 11 | Épisode 11                                              |                |                | 15 septembre 2024     |
| 12 | Épisode 12                                              |                |                | 22 septembre 2024     |

### Annotations
1. ↑  Les titres français de l'adaptation en anime proviennent de Crunchyroll.

### Œuvres
Édition japonaise
Light novel
1. 1 2 3  (ja) « VTuberなんだが配信切り忘れたら伝説になってた１０ », sur Kadokawa Shoten (consulté le 12 juin 2025).
2. 1 2  (ja) « VTuberなんだが配信切り忘れたら伝説になってた », sur Kadokawa Shoten (consulté le 22 août 2024).
3. 1 2  (ja) « VTuberなんだが配信切り忘れたら伝説になってた２ », sur Kadokawa Shoten (consulté le 22 août 2024).
4. 1 2  (ja) « VTuberなんだが配信切り忘れたら伝説になってた３ », sur Kadokawa Shoten (consulté le 22 août 2024).
5. 1 2  (ja) « VTuberなんだが配信切り忘れたら伝説になってた４ », sur Kadokawa Shoten (consulté le 22 août 2024).
6. 1 2  (ja) « VTuberなんだが配信切り忘れたら伝説になってた５ », sur Kadokawa Shoten (consulté le 22 août 2024).
7. 1 2  (ja) « VTuberなんだが配信切り忘れたら伝説になってた６ », sur Kadokawa Shoten (consulté le 22 août 2024).
8. 1 2  (ja) « VTuberなんだが配信切り忘れたら伝説になってた７ », sur Kadokawa Shoten (consulté le 22 août 2024).
9. 1 2  (ja) « VTuberなんだが配信切り忘れたら伝説になってた８ », sur Kadokawa Shoten (consulté le 22 août 2024).
10. 1 2  (ja) « VTuberなんだが配信切り忘れたら伝説になってた９ », sur Kadokawa Shoten (consulté le 22 août 2024).

Manga
1. 1 2 3  (ja) « VTuberなんだが配信切り忘れたら伝説になってた　（１） », sur Kadokawa Shoten (consulté le 21 juillet 2024).